# Kahrila järv
Kahrila järv är en sjö i Estland.   Den ligger i landskapet Võrumaa, i den södra delen av landet, 220 km sydost om huvudstaden Tallinn. Kahrila järv ligger 103 meter över havet. Arean är 0,35 kvadratkilometer. I omgivningarna runt Kahrila järv växer i huvudsak blandskog. Den sträcker sig 2,3 kilometer i nord-sydlig riktning, och 1,0 kilometer i öst-västlig riktning.